# Les Pereres
Les Pereres és una entitat de població del municipi cerdà de Fontanals de Cerdanya. El 2005 tenia 20 habitants.
L'any 2019 tenia 18 habitants.

## Llocs d'interès
- Església romànica de Sant Esteve de les Pereres